# 太陽-地球日
太陽-地球日是美國國家航空暨太空總署和歐洲太空總署在2000年新創設的一個慶典節日，節日的目的是在推廣大眾對太陽的認識，和它影響地球上生物的方法。
美國主張這一天要在接近春分的時候慶祝，但它實際上是每年以不同的主題進行長達一年的教育工作。每年的主題都會對正式和非正式的教育工作者免費的教育計畫支援。 

## 太陽-地球日的策略
在過去的10年，太陽-地球日小組已經協調教育和公共宣傳活動，彰顯出了美國國家航空暨太空總署在地球和太陽的聯繫之間的研究和發現。團隊的活動利用各種天文事件，像是日全食、金星凌日，如同三月分點的太陽-地球日，參與K-12的學校和公眾參與太空科學活動、實物解說、和太空科學的互動。

## 太陽-地球日的資源
合作的夥伴包括世界各地的科學中心和博物館、太陽-地球聯繫任務、NASA Edge、國家科學教師協會 (National Science Teachers Association，NSTA)、還有其它的團體；並製作網路廣播、期它的多媒體、以及用於學校和非正規教育工作者的出版品等資源，提供給全國與國際運用。以NASA優勢的資源，可以為K-12的教育工作者、博物館人員、業餘天文學家、女童軍領袖…等等，提供培訓和教育訓練，使他們可以實施自己的外展程式。

## 2010年的太陽-地球日
在2010年3月20日，太陽-地球日的活動從賓夕法尼亞費城的國家科學教師協會的會場現場直播。這次的網路廣播結合了知名的天文學家，以有趣和豐富的內容介紹了NASA工作的幕後秘辛。展示的主題是磁場的力量，邀請的來賓包括關心磁暴的科學家、教育家和學生。

## 2011年的太陽-地球日
2011年的太陽-地球日訂在3月19日，主題是古代的未解之謎，和未來的發現。除了在戈達德太空飛行中心，美國國家航空暨太空總署組織的中心，的慶祝活動，超過200個博物館和世界各地的個人主機，參加了太陽-地球日的事件。

## 外部連結
- NASA - Sun-Earth Day on the NASA web site（页面存档备份，存于）